# Кузнецов, Борис Иванович
Борис Иванович Кузнецов (30.12.1900 — 29.07.1993) — советский электромеханик, лауреат Сталинской премии.

## Биография
После окончания Ленинградского политехнического института (1925) работал на заводе «Электросила»: инженер-конструктор, начальник КБ асинхронных машин, главный конструктор, главный инженер, директор, затем снова главный конструктор.

## Научная деятельность
Руководил созданием единых серий асинхронных двигателей А2, 4А и других, позволивших получить огромный экономический эффект.
Доктор технических наук. Диссертация:
- Асинхронные двигатели общего применения малой и средней мощности : вопросы теории, экспериментальных исследований, методик электромагнитного расчета, проектирования серий : диссертация … доктора технических наук : 05.00.00. — Москва, 1970. — 278 с. : ил.

Опубликовал более 30 печатных работ, в том числе монографию по проектированию электрических машин.

## Награды и звания
Сталинская премия 1951 года — за разработку и внедрение в производство единой серии асинхронных электродвигателей. Награждён орденами «Знак Почёта», Октябрьской революции, и медалями.